# IS Андромеды
IS Андромеды (лат. IS Andromedae) — одиночная переменная звезда в созвездии Андромеды на расстоянии (вычисленном из значения параллакса) приблизительно 19852 световых лет (около 6086 парсеков) от Солнца. Видимая звёздная величина звезды — от +17,5m до +15,4m.

## Характеристики
IS Андромеды — красный гигант, пульсирующая полуправильная переменная звезда типа SRA (SRA) спектрального класса M8III. Эффективная температура — около 3419 K.